# Antonio González Sánchez
Antonio González Sánchez (Amatlán de Jora, La Yesca, Nayarit, 15 de septiembre de 1947) es un sacerdote católico y obispo de la Diócesis de Ciudad Victoria desde noviembre de 1995 hasta marzo de 2021; nombrado por el papa Juan Pablo II, siendo consagrado en diciembre del mismo año.
Estudió en el Seminario de Tijuana siendo ordenado sacerdote en 1973. 
Sirvió en algunas parroquias de la Arquidiócesis de Tijuana y posteriormente, en 1990 realizó estudios de Teología Espiritual en la Pontificia Universidad Gregoriana de Roma.

## Controversia
El 14 de febrero del 2021 Monseñor Antonio mencionó en su homilía: “Dice el dicho: Ayúdate que yo te ayudaré, y me queda muy claro. Pero para mí, a nivel personal, el famoso cubrebocas es no confiar en Dios”. Esto causó polémica debido a la Pandemia de Covid 19 que ha tenido víctimas mortales y enfermos de gravedad en todo el mundo. Semanas después el Papa Francisco aceptó su renuncia, causando especulaciones sobre su postura, sin embargo, los motivos fueron por presentar problemas de salud, específicamente, un incipiente Alzheimer.